# أندرو هيوز
أندرو هيوز (بالإنجليزية: Andrew Hughes)‏‏ (6 يونيو 1956 - 28 أغسطس 2018) هو ضابط شرطة أسترالي عمل في الشرطة الاتحادية الأسترالية حيثُ شغل منصب كبير ضباط الشرطة في مقاطعة العاصمة الأسترالية، وعمل رئيسًا لقسم شرط الأمم المتحدة.